# Australotettix carraiensis
Australotettix carraiensis är en insektsart som beskrevs av Richards, A.M. 1964. Australotettix carraiensis ingår i släktet Australotettix och familjen grottvårtbitare. Inga underarter finns listade i Catalogue of Life.